# Karomate
Karomate ist ein Stadtteil der osttimoresischen Landeshauptstadt Dili im Suco Camea (Verwaltungsamt Cristo Rei, Gemeinde Dili).

## Geographie
Karomate liegt östlich des Stadtzentrums von Dili, am Benamauc, einem Quellfluss des Mota Claran. Er befindet sih im Südwesten der Aldeia Buburlau. Nördlich geht er in den Stadtteil Buburlau über. Westlich des Flusses Benamauc liegt der Stadtteil Mota Ulun, der zum Suco Becora gehört. Der Fluss führt nur in der Regenzeit Wasser. Östlich steigt das Land an einem Hang auf über 300 m an. Hier nimmt die Besiedlung ab.